# Ashu
Ashu Ashu (ur. 9 maja 2000) – indyjski zapaśnik walczący w stylu klasycznym. Zajął 29. miejsce na mistrzostwach świata w 2022. Brązowy medalista mistrzostw Azji w 2020. Dziewiąty w indywidualnym Pucharze Świata w 2020. Wicemistrz świata kadetów w 2017; trzeci na mistrzostwach Azji kadetów w tym samym roku.